# Coalición contra la Impunidad en Argentina
La Coalición contra la Impunidad en Argentina es un organismo de derechos humanos fundado en Alemania en marzo de 1998, para contribuir en los esfuerzos por verdad y justicia para los familiares de los desaparecidos en Argentina en los años de la última dictadura militar de 1976 a 1983.

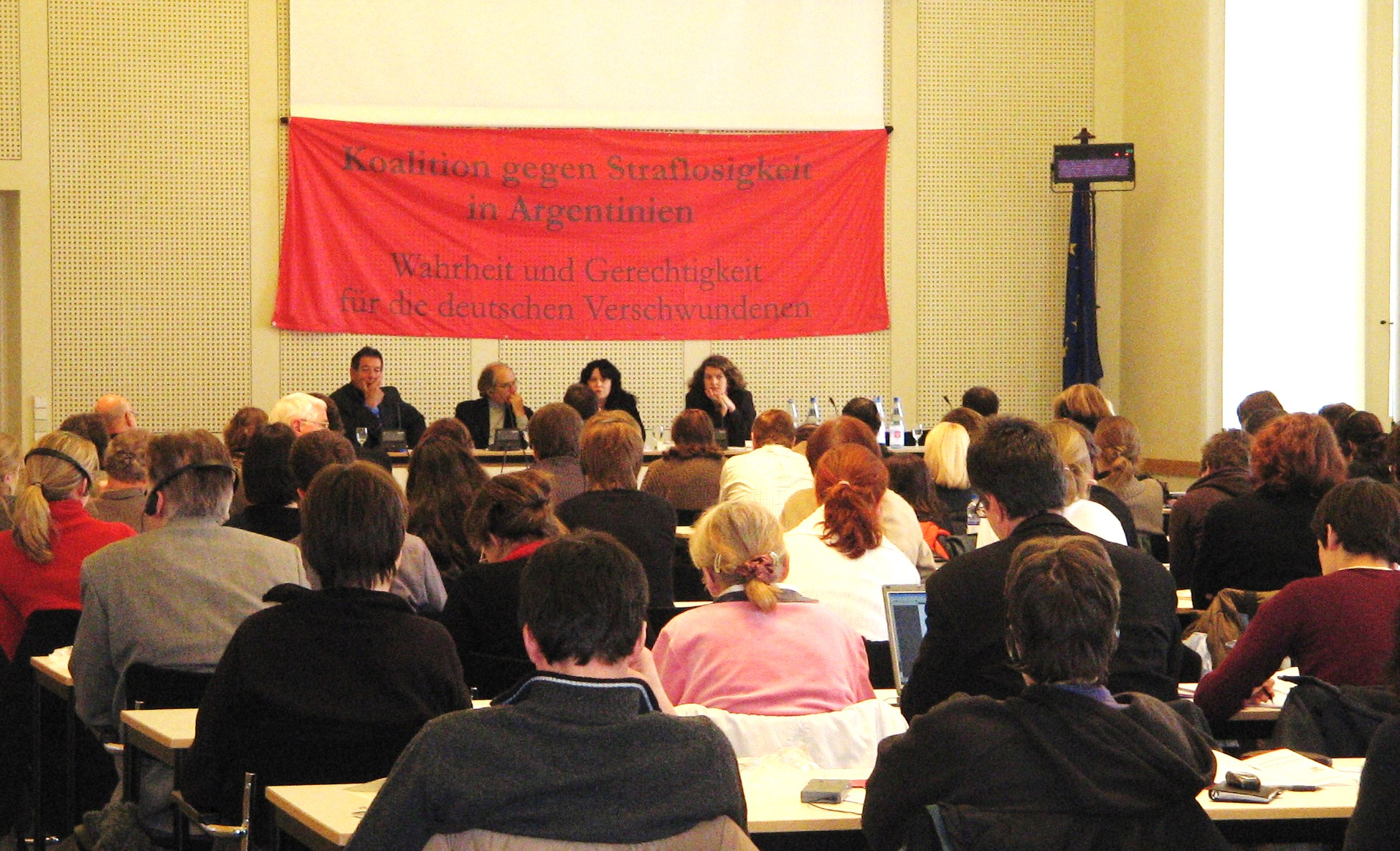
Audiencia Pública de la Coalición en Berlín

## Inicios
La Coalición contra la Impunidad se fundó a pedido de los familiares de los desaparecidos alemanes y descendientes de alemanes en Argentina y del Premio Nobel de la Paz de 1980, Adolfo Pérez Esquivel. Está integrada por organismos alemanes de solidaridad y derechos humanos juntamente con entidades humanitarias católicas y evangélicas. Tiene su sede en la ciudad de Núremberg.

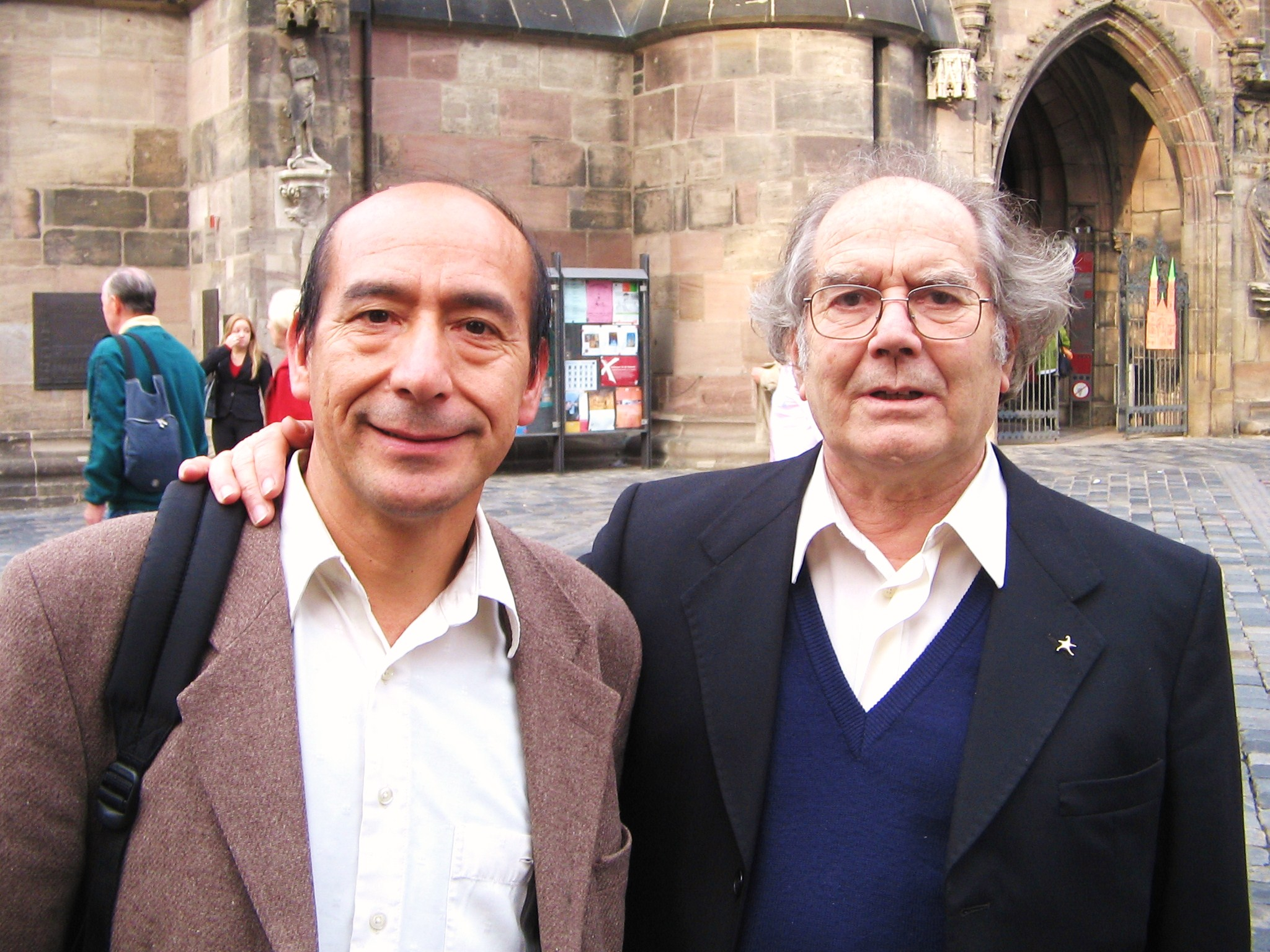
Esteban Cuya y Adolfo Pérez Esquivel (der.) en Núremberg

## Trabajo jurídico
Dicho organismo ha presentado denuncias penales contra miembros de la dictadura militar Argentina en ciudades como Bonn, Berlín, Tubinga y Núremberg, por el secuestro y o la desaparición y asesinato de ciudadanos alemanes o descendientes de alemanes así como por la desaparición de trabajadores argentinos de la firma Mercedes Benz entre 1976 y 1983.
Desde el 2001 la Coalición contra la Impunidad logró que la Fiscalía y el Tribunal territorial de Núremberg emitieran órdenes de captura internacional contra seis altos jefes militares argentinos, como los exmiembros de la Junta Militar Jorge Rafael Videla y Emilio Eduardo Massera, y los generales Guillermo Suárez Mason y Juan Bautista Sasiaiñ y el coronel Pedro Alberto Durán Saénz, por los homicidios en Argentina de los ciudadanos alemanes Elisabeth Kaesemann y Claus Zieschank.

La Coalición ha documentado los casos de secuestro, desaparición forzada y o homicidio de cerca de 100 personas de nacionalidad o ascendencia alemana en Argentina.
La Coalición contra la Impunidad demandó desde 1998, sin éxito, al gobierno federal de Alemania que esclarezca el rol de los diplomáticos alemanes en Argentina en los años de la dictadura militar de 1976 a 1983, a quienes la Coalición acusa de no haber defendido a los alemanes o descendientes de alemanes secuestrados o desaparecidos por la Junta Militar. La Coalición contra la Impunidad ha documentado ejemplos de la actuación de otros gobiernos como Irlanda, Italia y Estados Unidos, que en algunos casos lograron salvar a sus ciudadanos que se hallaban cautivos bajo la dictadura militar.

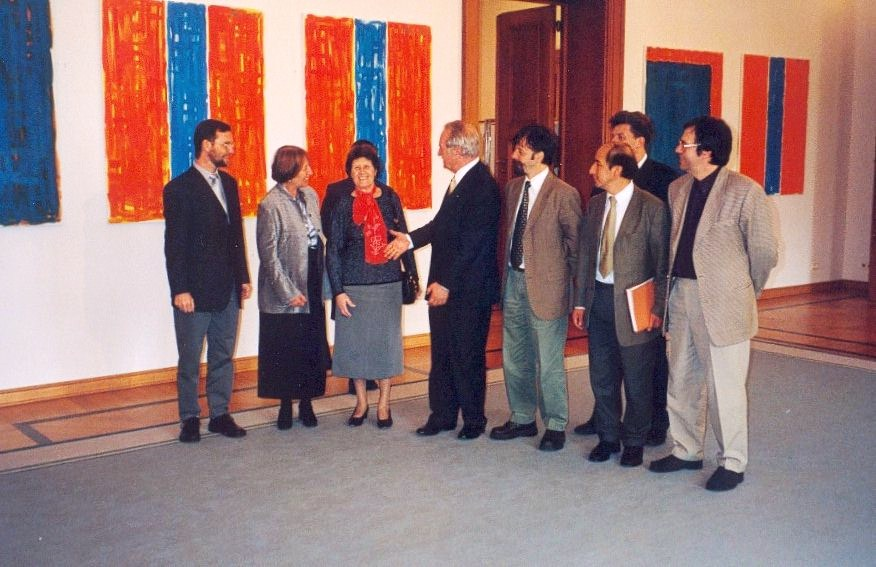
Recepción a representantes de la Coalición por parte del presidente federal alemán Johannes Rau en Berlín

### Denuncia contra la Mercedes Benz Argentina
Además de denunciar en Alemania a militares argentinos, la Coalición contra la Impunidad denunció a un ejecutivo de la firma Mercedes Benz, Juan Tasselkraut, por su presunta responsabilidad en la desaparición de 14 sindicalistas argentinos de la fábrica Mercedes Benz en la localidad de González Catán, en la provincia de Buenos Aires, entre 1976 y 1977. Esta denuncia fue sobreseída por la Fiscalía de Núremberg en 2004 con la fórmula "in dubio pro reo".

### Denuncia de las desapariciones forzadas de ciudadanos judíos en Argentina
En octubre de 2006 el abogado de la Coalición contra la Impunidad, Wolfgang Kaleck presentó una apelación ante el Tribunal superior de Núremberg, demandando que determine el inicio de un juicio por la desaparición y asesinato de nueve personas de ascendencia alemana en Argentina, entre ellos hijos e hijas de familias judías-alemanas que huyeron del Tercer Reich. La Fiscalía de Núremberg argumenta no tener competencia para investigar esos casos, a causa de la no existencia del vínculo de las víctimas con el estado alemán, ya que a sus padres el gobierno Nazi les había anulado la nacionalidad alemana por ser judíos. Esta decisión de la Fiscalía afecta concretamente los casos de Alfredo José Berliner, Marcelo Weisz, Nora Gertrudis Marx, Alicia Oppenheimer, Walter Claudio Rosenfeld y Juan Miguel Thanhauser.

## Premios otorgados a la Coalición
En el 2004 la Coalición contra la Impunidad recibió el Premio de Solidaridad de Bremen, otorgado por el Senado de esa ciudad hanseática. El Premio fue recibido por el pastor luterano Kuno Hauck y la señora Elsa de Oesterheld, en representación de la Coalición contra la Impunidad y la Comisión de Familiares de los Desaparecidos y asesinados alemanes o descendientes de alemanes en Argentina.

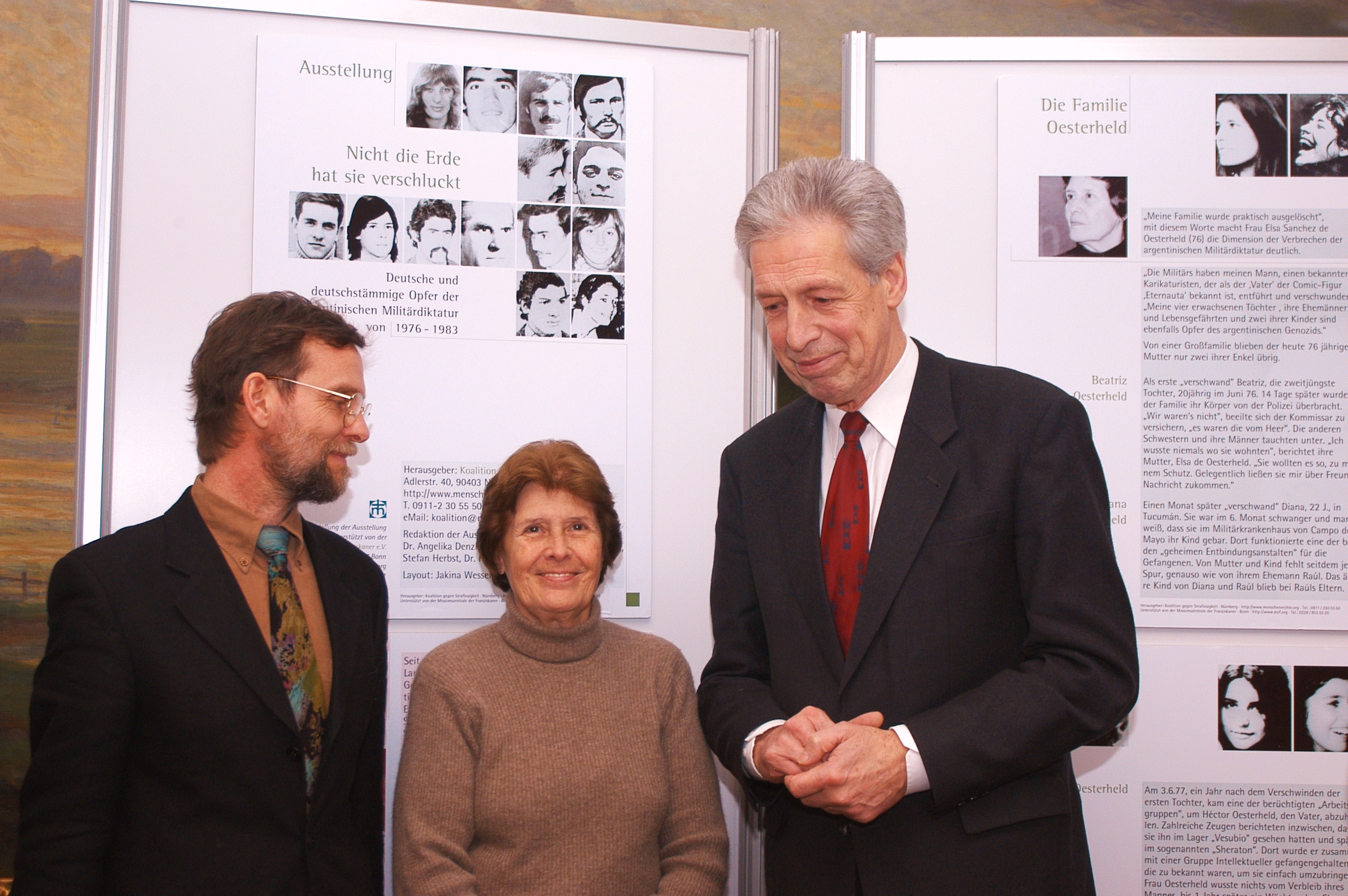
Kuno Hauck, Elsa de Oesterheld y Henning Scherf con ocasión de la entrega del Premio de Solidaridad de Bremen a la Coalición contra la Impunidad

## Miembros de la Coalición contra la Impunidad
Integran la Coalición contra la Impunidad: Amnistía Internacional, la Obra Diacónica de la Iglesia Evangélica de Alemania, Misereor, el Centro de Derechos Humanos de Núremberg,la Central Misionera de los Franciscanos, la Asociación de abogados republicanos, el Centro de Documentación FDCL Chile- América Latina, La Comisión de Derechos Humanos de la Asociación de Jueces, Fiscales y abogados de Friburgo, el European Center for Constitutional and Human Rights e.V. y diversos grupos argentinos en Stuttgart, Colonia y Heidelberg, entre otros.
Entre las diversas campañas y exposiciones la Coalición contra la Impunidad ha desarrollado desde 1999:

## Exposiciones fotográficas
- No se los ha tragado la tierra: Los desaparecidos alemanes en Argentina 1976-1983 (en alemán)

- (en alemán) http://www.menschenrechte.org/Koalition/Espanol/FutbolDH.doc Fútbol y Derechos Humanos Archivado el 20 de noviembre de 2008 en Wayback Machine. (textos en español)

- Elisabeth Kaesemann, una vida en solidaridad con América Latina (en alemán)